# Кошары (Луганская область)
Кошары (укр. Кошари) — посёлок, относится к Антрацитовскому району Луганской области Украины. С 2014 года контролируется Луганской Народной Республикой.

## География
Соседние населённые пункты: город Ровеньки на юго-востоке, посёлки Михайловка на юге, Горняк, Тацино, сёла Ильинка, Леськино на юго-западе, село Рафайловка и город Антрацит на западе, сёла Чапаевка, Красный Колос и посёлки Ясеновский на северо-западе, Пролетарский, сёла Картушино и Ребриково на севере, посёлок Новоукраинка, сёла Мечетка и Вербовка на северо-востоке, село Лозы на востоке.

## Этноязыковой состав населения
По данным переписи 1926 года население хутора составляли 155 человек, из них 141 самоопределились как этнические немцы(позднее выселенные в Казахстан).
Население по переписи 2001 года составляло 817 человек, из которых 64,26% назвали русский язык родным,  34,39% — украинский, а 1,35% — прочие.

## Общие сведения
Почтовый индекс — 94681. Телефонный код — 6431. Занимает площадь 1,712 км². Код КОАТУУ — 4420383001.

## Местный совет
94681, Луганская обл., Антрацитовский р-н, пос. Кошары, ул. Пролетарская, 10

## История
До 1920 года село входило в состав области Войска Донского, когда вместе со всей российской частью Донбасса было передано в состав Украинской ССР, где стало частью Донецкой губернии. При частичном возвращении Донбасса РСФСР в 1924 году осталось в составе УССР, где входило в состав Луганского округа (до 1930 г.). C 1932 года в составе Сталинской области, с 1938 в составе Луганской области.
С 1991 находится в составе независимой Украины.
Во время вооружённого конфликта 2014 года населённый пункт попал под фактический контроль непризнанной Луганской Народной Республики, в 2024 году формально принятой в состав Российской Федерации.
На территории посёлка расположен санаторий-профилакторий «Шахтёрские зори».